# 코만치어
코만치어는 미국 텍사스와 오클라호마 그리고 뉴멕시코 동부에 살았던 코만치족의 언어로서 유토아즈텍어족에 속한다. 쇼쇼니어의 어느 한 방언에서 갈려져 나왔다고 한다. 코만치어는 제2차 세계대전 당시 유럽전선에서 암호로 사용된 언어이다.
코만치어는 사용자가 200명 밖에 남지 않은 사멸위기의 언어이지만 최근에 코만치어 복원 운동이 진행되고 있다고 한다.

## 발음
- 모음

a - 우리말의 '아'처럼 발음한다.
aa - '아'를 끌어서 발음한다.
e - 우리말의 '에'처럼 발음하되 영어의 'gate'의 'a'처럼 발음한다.
ee - 'e'를 끌어서 발음한다.
i - 우리말의 '이'처럼 발음한다.
ii - '이'를 끌어서 발음한다.
o - 우리말의 '오'처럼 발음한다.
oo - '이'를 끌어서 발음한다.
u - 우리말의 '우'처럼 발음한다.
uu - '우'를 끌어서 발음한다.
u - 우리말의 '어'처럼 발음한다.
uu - '어'를 끌어서 발음한다.
- 무성 모음(Voiceless Vowels) - 무성모음(속삭이는 모음이라 알려진)은 영어에는 존재하지 않는다. 일본어로 말하는 것을 듣는다면 아스카(Asuka)나 사츠키(Satsuki) 같은 이름 중간의 약한 기식음(soft breathy)의 'u(우)'는 무성 모음의 예이다. 무성모음의 음절을 발음할 때 큰소리의 방백(stage-whispering)를 한다면 음절(그러나 다른 음절 주위는 아니다.) 정확하게 말하는 것에 도움을 줄수 있다.

a
e
i
o
u
u
- 이중모음

ai(아이)
oi(오이)
- 자음

b - 양순음 'v'를 스페인어의 'navidad'의 'v'처럼 발음한다. 그것은 영어의 'v'와 비슷하지만 입술과 윗니로 하는 대신에 두 입술 사이로 발음한다.
h - 우리말의 'ㅎ'처럼 발음한다.
k - 우리말의 'ㅋ'처럼 발음한다.
kw - 영어 'square'의 'qu'처럼 발음한다.
m - 우리말의 'ㅁ'처럼 발음한다.
n - 우리말의 'ㄴ'처럼 발음한다.
p - 우리말의 'ㅍ'처럼 발음한다.
r - 영어의 'butter'에서 'tt'를 발음하듯이 한다.
s - 우리말의 'ㅅ'처럼 발음한다.
t - 우리말의 'ㅌ'처럼 발음한다.
ts - 우리말의 'ㅊ'처럼 발음한다.
w - 영어의 'way'의 'w'처럼 발음한다.
y - 영어의 'yes'의 'y'처럼 발음한다.
’ - 끊을 때 내는 소리(pause sound)이다. 'uh-oh'의 가운데 부분처럼 발음한다.

## 같이 보기
- 코만치족